# ありがとう (漫画)
『ありがとう』は、山本直樹の漫画。『ビッグコミックスピリッツ』（小学館）で連載された。
家が不良に占拠され、輪姦・新興宗教・いじめと、様々な困難が一家に怒涛の如く押し寄せる中、それでも決して屈せずに奮闘した父を描き、「家族とは何か」という重い問いを呼びかけている。

## 登場人物

### 鈴木家
鈴木一郎
この物語の主人公。鈴木家の家長だが、長年の単身赴任の隙をついて不良たちが我が家を占拠していることを知り、不良たちと戦う。だが長女・昌子の高校中退、次女・貴子の反抗など一家に不幸が押し寄せ、ついに鈴木家の「解散」を宣言する。貴子たち姉妹が成人・結婚して数年後、末期癌で他界する。
鈴木貴子
鈴木家の次女。父・一郎不在の荒廃した鈴木家では唯一冷静。昌子に続き、自らもアツシの手にかかる。不良たちが雑誌に投稿した自分の裸の写真が原因で一郎と争い、家出する。連れ戻されるが、一郎との親子関係は悪化したまま。
クラスでも孤立し、同学年で別のクラスの書原と知り合い、学校の屋上で過ごすように。だが書原のいじめに巻き込まれ、書原がいじめの主犯少年を刺殺したことで、書原を自宅に匿う。
鈴木家の「解散」後、書原の実家で暮らし、その後結婚する。最終回では1児をもうけている。
鈴木昌子
鈴木家の長女。名門女子高校に通う優等生だったが、ある日自転車で街に出かけた時、アツシたちに輪姦されてしまい、薬物を飲まされ不良たちの性の奴隷に。不良たちが去り、登校を再開するが、アツシとつながっている同級生の少女が自分の裸の写真を教室に貼ったことが原因で、高校中退。
その後、フリーターとして鈴木家の家事を母と分担しながら切り盛りする。鈴木家の「解散」後は、大検に合格し、アルバイトしながら学生生活を送る。
鈴木さくら
鈴木家の母。一郎不在中、アルコール依存症になり酒びたりの生活になる。不良たちが去った後、宗教団体と関わり、その団体が起こした事件に巻き込まれ、全国指名手配されてしまう。
団体が解散し、鈴木家が「解散」した後は団体で知り合った仲間と怪しい商売を始めた。

### 角間家
角間アツシ
裕福な家の息子だが、地元一帯の暴走族の総長。貴子いわく「（セックスが）テクニシャン」。
角間新也
アツシの父。家のことは妻・千里に任せきりで、家庭を顧みない仕事人間。息子の不祥事を穏便にすませてもらうために、所轄の警察署長に土下座する。
角間千里
アツシの母。心優しいが気弱な性格をしており、息子と夫の言いなりになっている。また、息子の非行に心を痛めている。

### その他
安原正明

沢田みどり

書原
貴子とは同学年。母親は若い頃いわゆるヒッピー族で、自宅に麻薬を隠し持っている。それを密かに持ち出し、たまに自分で吸うことも。クラスでいじめに遭い、ある日主犯の少年を刺殺、貴子の下へ身を寄せるが逮捕される。少年審判では、初犯ということもあり、数ヶ月教護院へ収容された。
鈴木家が「解散」した貴子に「家で暮らさないか」と薦め、彼女との同居生活を送るようになる。成人後に貴子と結婚し、1児をもうける。

## 単行本
ビッグコミックス（小学館）
- 第1巻 ISBN 4091835015
- 第2巻 ISBN 4091835023
- 第3巻 ISBN 4091835031
- 第4巻 ISBN 409183504X

ビッグコミックス ワイド版（小学館）
- 上巻 ISBN 409185771X - 第1話から第23話収録
- 下巻 ISBN 4091857728 - 第24話から最終話（第47話）収録

ミッシィコミックス（宙出版）
- 廉価版のコンビニコミック
  - ［父帰る］編 ISBN 4776721406
  - ［母が解放される］編 ISBN 4776721414

## 映画
1996年7月20日に公開された。

### スタッフ
- 製作：フジテレビジョン、ポニーキャニオン、東北新社
- 監督：小田切正明
- 製作者：久板順一朗、田中迪、内池望博
- プロデューサー：田辺隆史、南條昭夫、竹本克明
- 企画：河村雄太郎
- 脚色：荒井晴彦
- 撮影：木村隆治
- 美術：秋田谷宣博
- 編集：松竹利郎
- 音楽：石田長生
- 助監督：片岡栄作
- 配給：東北新社

### キャスト
- 鈴木一郎:奥田瑛二
- 鈴木貴子:早勢美里
- 鈴木昌子:夏生ゆうな
- 鈴木さくら:山口美也子
- 角間アツシ:村上淳
- 安原正明:内藤剛志
- 沢田みどり:大竹一重
- 角間新也:田山涼成
- 角間千里:速水典子
- 一郎の現地妻:平沙織
- 弁護士:森本レオ